# Брож, Лукаш
Лукаш Брож (чеш. Lukáš Brož; род. 23 октября 1985, Яблонец-над-Нисоу, Северочешский край) — чешский саночник, выступающий за сборную Чехии с 2000 года. Участник двух зимних Олимпийских игр, многократный призёр национального первенства.

## Биография
Лукаш Брож родился 23 октября 1985 года в городе Яблонец-над-Нисоу, Либерецкий край. Активно заниматься санным спортом начал в возрасте восьми лет, в 2000 году прошёл отбор в национальную сборную и в паре с младшим братом Антонином стал ездить выступать на различные международные соревнования. В сезоне 2004/05 дебютировал на взрослом Кубке мира, заняв в общем зачёте двадцать четвёртое место, год спустя был уже восемнадцатым, а на чемпионате Европы в немецком Винтерберге пришёл к финишу четырнадцатым. Первое время принимал участие сразу в двух дисциплинах, как одноместных санях, так и двухместных, но по прошествии лет сделал выбор в пользу мужской парной программы.
Благодаря череде удачных результатов братья Брож удостоились права защищать честь страны на зимних Олимпийских играх 2006 года в Турине, однако выступили там не очень хорошо, показав после всех заездов шестнадцатое время. В следующем кубковом сезоне поднялись в рейтинге сильнейших саночников до девятнадцатой позиции, тот же результат показали на чемпионате мира в австрийском Иглсе. В 2008 году на мировом первенстве в немецком Оберхофе закрыли двадцатку, на европейском первенстве в итальянской Чезане были шестнадцатыми, тогда как в общем зачёте Кубка мира расположились на двадцать третьей строке.
Через год после окончания всех кубковых этапов заняли в общем зачёте восемнадцатое место, на чемпионате мира 2009 года в американском Лейк-Плэсиде финишировали двенадцатыми. Продолжали соревноваться на самом высоком уровне, однако на крупных стартах попасть в десятку лучших так ни разу и не смогли. В 2010 году на чемпионате Европы в латвийской Сигулде приехали к финишу двенадцатыми, тогда как на Кубке мира закрыли двадцатку. В следующем году финишировали шестнадцатыми на мировом первенстве в Чезане, а в мировом рейтинге саночников были четырнадцатыми. Ещё через год заняли в общем зачёте Кубка мира тринадцатое место, и это пока лучшее их достижение на данных соревнованиях. На чемпионате мира 2012 года в немецком Альтенберге показали пятнадцатое время.
В 2014 году Брож побывал на Олимпийских играх в Сочи, где финишировал тринадцатым в мужской парной программе и стал девятым в смешанной эстафете.